# The Partridge Family
The Partridge Family est une série télévisée américaine en 96 épisodes de 25 minutes créée par Bernard Slade et diffusée entre le 25 septembre 1970 et le 23 mars 1974 sur le réseau ABC.
Au Québec, elle a été diffusée en VOSTFr à partir du 7 septembre 1996 à MusiquePlus. Elle reste inédite dans tous les pays francophones.

## Synopsis
Elle met en scène la famille californienne Partridge dans un groupe de musique.

## Distribution

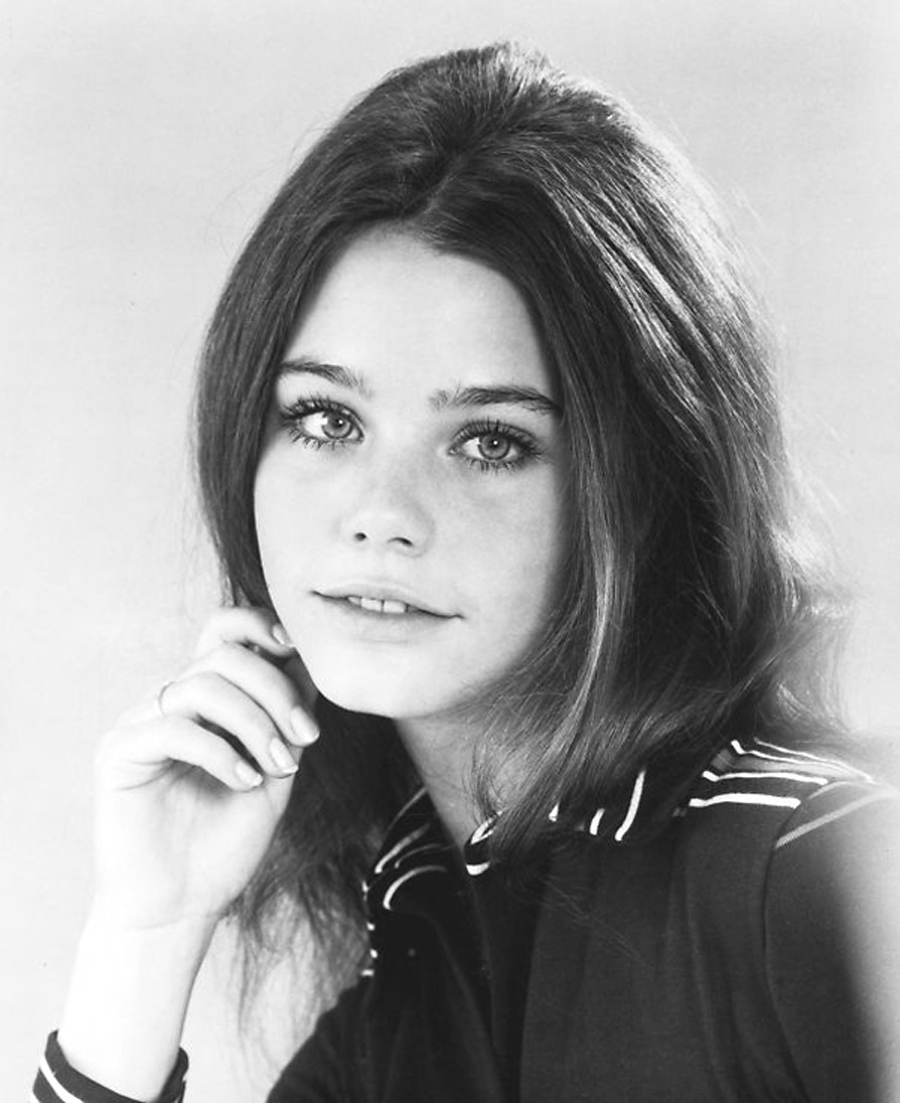
Susan Dey.

- Shirley Jones : Shirley Renfrew Partridge
- David Cassidy : Keith Douglas Partridge
- Susan Dey : Laurie Partridge
- Danny Bonaduce : Danny Partridge
- Suzanne Crough : Tracy Partridge
- Dave Madden : Reuben Kincaid
- Brian Forster et Jeremy Gelbwaks : Chris Partridge